# Игумново (Некрасовский район)
Игумново — деревня в Некрасовском районе Ярославской области. Входит в состав сельского поселения Красный Профинтерн.

## География
Находится в восточной части Ярославской области на расстоянии приблизительно 12 км на запад-северо-запад по прямой от административного центра района поселка Некрасовское в левобережной части района.

## История
В 1859 году здесь (деревня Ярославского уезда Ярославской губернии) было учтено 22 двора, в 1898 — 55.

## Население
Численность населения: 184 человека (1859 год), 21 (русские 100 %) в 2002 году, 13 в 2010.